# Shankill
Shankill (Seanchill) er navnet på en forstad til Dublin i Irland. Shankill ligger i den sydligste del af County Dublin tæt ved byen Bray i County Wicklow og Wicklow Mountains.
Shankill har ikke en egentlig bymidte, men derimod en hovedgade hvor den lokale pub, et par take-out restauranter og andre butikker er beliggende. I Shankill er der ydermere en DART-station, et bibliotek og et indkøbscenter.
- Wikimedia Commons har flere filer relateret til Shankill

53°13′34″N 6°07′26″V / 53.226°N 6.124°V